# III. Olaf norvég király
III. Olaf Haraldsson vagy Csendes Olaf (óészakiul Óláfr Haraldsson, norvégül Olav Haraldsson vagy Olav Kyrre), (1050 k. –  1093. szeptember 22.) Norvégia Yngling-házbeli királya 1067-től haláláig, 1069-ig II. Magnussal közösen. A svéd királlyal kötött békeszerződésnek köszönhetően zavartalanul uralkodhatott. Bel- és külpolitikai stabilitás, zavartalan gazdasági fejlődés jellemezte uralkodásának negyedszázadát, amelyet a történettudomány Norvégia egyik virágkoraként tart számon. Ő volt az ország első, szellemiségében is keresztény uralkodója, aki végleg szakított a viking hagyományokkal. Békeszerető uralkodó volt, és ő alapította Bergen városát.

## Élete
III. Olaf életét csak vázlatosan ismerjük középkori források, de jórészt az izlandi Snorri Sturluson által 1230 körül összeállított Heimskringla című saga tizedik fejezete alapján (Óláfs saga Kyrra).
III. Könyörtelen Harald és Tora Torbergsdatter másodszülött fiaként látta meg a napvilágot. Már serdülő korában részt vett Anglia 1066. évi lerohanásában. Vélhetően jelen volt a szeptember 25-ei Stamford Bridge-i csatában is, amelynek során apja, III. Harald életét vesztette a csatatéren. A trónon utóda tizennyolc éves, elsőszülött fia, a Norvégiában maradt II. Magnus lett, akit apja még az angliai hadjárat előtt megtett régensnek. Olaf 1066 telét az Orkney-szigeteken vészelte át, és 1067 tavaszán érkezett vissza Norvégiába. Ekkor csatlakozott bátyjához, és annak 1069-ben bekövetkező haláláig társuralkodókként irányították az országot.
Magnus halálát követően III. Olaf közel negyed évszázadon át egyeduralkodóként ült a norvég trónon. A Heimskringla leírása szerint korpulens, megnyerő tekintetű, kiegyensúlyozott, de szűkszavú király szakított elődei viking hagyományokon alapuló erőpolitizálásával, és igyekezett országát a fejlődés útjára állítani. Békét kötött az angol királlyal, Hódító Vilmossal, majd a dániai II. Svenddel is, sőt, a dánokkal dinasztikus kapcsolatokat is kiépített. Nővérét, Ingigerdet (Ingigerth) feleségül adta a dán Olaf Svendsson herceghez, ő maga pedig házasságot kötött II. Svend Ingrid (Ingerid, Ingiríth) nevű leányával. Házasságuk gyermektelen maradt, így III. Olaf halála után egy Thóra nevű asszonytól született törvénytelen gyermeke, Magnus (Magnús) került a trónra III. Magnus néven.
III. Olaf megteremtette a politikai stabilitást Norvégiában, s ez a belső kereskedelem, a gazdaság fellendülését is maga után vonta: a kézművesipar felvirágzott, a norvég városok gazdasági élete soha nem látott ütemben fejlődött. Maga a király is több várost alapított, így például 1070-ben Bergent, de egyes források szerint Stavanger alapítása is az ő nevéhez fűződik. Rendeletei nyomán megerősödött Norvégia céhrendszere, s kódexekbe foglalta országa törvényeit (Gulatingsloven).
Belpolitikájának hangsúlyos eleme volt az egyházszervezet, s ezen keresztül a kereszténység erősítése. Állandó kapcsolatban állt VII. Gergely pápával, püspökségeket alapított Nidaros (ma Trondheim) és Bergen székhellyel, s anyagi támogatást nyújtott templomok építéséhez. Többek között 1070-ben ő tette le az alapjait a bergeni Szűz Mária-templomnak (Mariakirken), valamint az 1070-es években a későbbi koronázási templomnak, a nidarosi (trondheimi) székesegyháznak (Nidarosdomen) is, amely a hagyomány szerint II. Szent Olaf csontjai fölött magasodik. Olaf felvilágosultságát jelzi, hogy az első norvég király volt, aki tudott írni és olvasni.
1093-ban a történelmi Ranrike (Ranríki) vidékén lévő nyári szállásán tartózkodott, amikor hirtelen betegség verte le lábáról, és a király élete delén meghalt. Földi maradványait a Nidarosi katedrálisban helyezték örök nyugalomra.